# Pilosella pavichii
Pilosella pavichii là một loài thực vật có hoa trong họ Cúc. Loài này được (Heuff.) Arv.-Touv. miêu tả khoa học đầu tiên năm 1880.